# RocknRolla
Rocknrolla är en brittisk kriminalfilm från 2008 av Guy Ritchie, som är skaparen bakom bland annat Snatch och Lock Stock and Two Smoking Barrels. Filmen handlar om Londons undre värld med skådespelare som Gerard Butler, Tom Wilkinson, Thandie Newton, Mark Strong, Idris Elba, Chris Bridges, Jeremy Piven och Toby Kebbell.

## Handling
Den undre världens ledare inom den illegala byggbranschen, Lenny Cole (Tom Wilkison), ordnar ett kontrakt åt en rysk handelsman, Yuri Omovchi, för att uppföra en byggnad som han fått nekat tillstånd till. Lenny Cole erbjuder ryssen att hjälpa honom att få avtalet igenom med hjälp av sina män inom styrelsen emot 7 miljoner euro.
Saker tar dock en tvist när 2 gansters, Mr 1,2(Gerard Butler) och Mr Mumbels(Idris Elba) från det lokala gänget ”the wild bunch” blir skyldiga Lenny 5 miljoner, blir fler människor indragna i Yuris enorma pengaaffärer

## Rollista
- Gerard Butler som One-Two, en gangster och ledare för gänget Wild Bunch.
- Tom Wilkinson som Lenny Cole, ledare för Londons föråldrade maffiaregim.
- Thandiwe Newton som Stella, Uris revisor och One-Twos kärleksintresse.
- Mark Strong som Archy, Lenny Coles högra hand och filmens berättare.
- Idris Elba som Mumbles, One-Twos partner och medlem i Wild Bunch.
- Tom Hardy som Handsome Bob, medlem i Wild Bunch, en förnekad homosexuell man med en hemlig förälskelse i One-Two.
- Karel Roden som Uri Omovich, en rysk affärsoligark.
- Toby Kebbell som Johnny Quid, en musiker och Lennys förskjutne, drogberoende styvson som fejkat sin egen död i tron att hans musikförsäljning skulle öka. Lenny och Archy tog hand om honom efter att hans biologiska far övergav honom och hans mor lades in på ett mentalsjukhus, där hon senare begick självmord genom att skära sig med ett rakblad i ett hett bad.
- Ludacris som Mickey, en av Johnny Quids tidigare talangmanagers.
- Jeremy Piven som Roman, en av Johnny Quids tidigare talangmanagers.